# 馬肯湖
馬肯湖（荷蘭語：Markermeer）是位於荷蘭中部北荷蘭省和夫利佛蘭省之間的一個湖泊，面積約700平方公里。該湖在歷史上曾是須德海的一部分，後因圍海造田而成為湖泊。該地區原本計劃改造為農田，但計劃已在1980年代之後無限期擱置。
2016年，荷蘭非政府環保組織自然遺跡（Natuurmonumenten）發起募款造島計畫，募得6000萬歐元在馬肯湖造出五座人工島，以吸引野生動植物在島上繁衍、復育生態。